# Giuseppe Sannino
Giuseppe Sannino (Ottaviano, 1957. április 30. –) olasz labdarúgó, edző.

## Pályafutása

### Játékosként
Sannino játékosként alacsonyabb osztályú olasz csapatokban futballozott, 1988-ban a Virtus Entella együttesétől vonult vissza.

### Edzőként
Edzői pályafutását szintén alacsonyabb osztályú olasz csapatoknál kezdte. 2008 és 2011 között Varese Calcio trénere volt, melyet 2010-ben feljuttatott a Serie B-be, egy évvel később pedig rájátszást játszott a Serie A-ba kerülésért. 2011 és 2014 között három élvonalbeli csapatnál is megfordult: a Sienával 2012-ben tizennegyedik és kupa-elődöntős, a Palermóval 2013-ban tizennyolcadik (kieső), a Chievóval 2014-ben tizenhatodik helyet ért el a Serie A-ban. 2013 és 2014 között az akkor angol másodosztályú Watford csapatának irányítását vette át, mellyel egy tizenharmadik helyet sikerült megszereznie a huszonnégy csapatos bajnokságban. 
A 2014-2015-ös szezonban a másodosztályú Catania edzője volt. 2015-ben öt mérkőzés erejéig az akkor szintén olasz élvonalbeli Carpi vezetőedzője volt. 2016-2017-ben a másodosztályú Salernitananál, 2017-2018-ban a harmadosztályú Triestinanál dolgozott. 2019 év elején egy rövid ideig a görög élvonalbeli Levadiakósz edzője volt, majd a harmadosztályú Novara edzője volt. 2019 májusa óta a magyar élvonalbeli Budapest Honvéd vezetőedzője. A kispesti csapatot 25 bajnokin, hét magyar Kupa-találkozón és négy Európa-liga-selejtezőn irányította, majd 2020 márciusában, részben a magyarországi koronavírus-járványra tekintettel a klub vezetősége közös megegyezéssel felbontotta a szerződését.

## Sikerei
Varese Calcio
- Serie C ezüstérmes: 2009-10

AC Siena
- Olasz kupa elődöntő: 2012